# Tritonia disticha
Tritonia disticha är en irisväxtart som först beskrevs av Friedrich Wilhelm Klatt, och fick sitt nu gällande namn av John Gilbert Baker. Tritonia disticha ingår i släktet Tritonia och familjen irisväxter.

## Underarter
Arten delas in i följande underarter:
- T. d. disticha
- T. d. rubrolucens